# Коханець Людмила Степанівна
Людми́ла Степа́нівна Кохане́ць (*19 квітня 1954, Теофіполь) — українська журналістка; оглядач парламентського відділу газети «Голос України» (з 02.1994), член редколегії, член Спілки журналістів України, Заслужений журналіст України (1995), кавалер Ордену княгині Ольги ІІІ ступеня (01.2007).
Народилася 19 квітня 1954 у смт.Теофіполь, Хмельницька область.
Вищу освіту здобула у Львівському державному університеті імені Івана Франка на факультеті журналістики (1972–1977) за напрямом «Журналістика».
Захоплення: туризм.